# Расселл Сімпсон (тенісист)
Расселл Сімпсон (англ. Russell Simpson; нар. 22 лютого 1954) — колишній новозеландський тенісист.
Найвищу одиночну позицію світового рейтингу — 47 місце досяг 18 квітня 1983, парну — 94 місце — 11 листопада 1985 року.
Здобув 5 парних титулів.
Найвищим досягненням на турнірах Великого шолома був півфінал в парному розряді.

## Фінали за кар'єру

### Парний розряд (5–4)
| Результат | W–L | Дата     | Турнір                    | Покриття | Партнер         | Суперники                     | Рахунок                   |
| --------- | --- | -------- | ------------------------- | -------- | --------------- | ----------------------------- | ------------------------- |
| Поразка   | 0–1 | Кві 1975 | Х'юстон, США              | Ґрунт    | Майк Естеп      | Боб Лутц Стен Сміт            | 5–7, 6–7                  |
| Перемога  | 1–1 | Січ 1977 | Окленд, Нова Зеландія     | Трава    | Кріс Льюїс      | Пітер Ланґсфорд Джонатан Сміт | 7–6, 6–4                  |
| Перемога  | 2–1 | Кві 1977 | Флоренція, Італія         | Ґрунт    | Кріс Льюїс      | Іван Моліна Хайро Веласко     | 2–6, 7–6, 6–2             |
| Перемога  | 3–1 | Кві 1978 | Талса, США                | Тверде   | Вен Вінітскі    | Карлус Кірмайр Рікардо Ікаса  | 4–6, 7–6, 6–2             |
| Поразка   | 3–2 | Січ 1981 | Монтеррей, Мексика        | Килим    | Йохан Крік      | Кевін Каррен Стів Дентон      | 6–7, 3–6                  |
| Перемога  | 4–2 | Чер 1981 | Бристоль, Велика Британія | Трава    | Біллі Мартін    | Джон Остін Йохан Крік         | 6–3, 4–6, 6–4             |
| Поразка   | 4–3 | Лис 1981 | Йоганнесбург, ПАР         | Тверде   | Фріц Бунінг     | Террі Мур Джон Юїлл           | 3–6, 7–5, 4–6, 7–6, 10–12 |
| Перемога  | 5–3 | Січ 1983 | Окленд, Нова Зеландія     | Тверде   | Кріс Льюїс      | Девід Ґрем Лорі Вордер        | 7–6, 6–3                  |
| Поразка   | 5–4 | Чер 1985 | Бристоль, Велика Британія | Трава    | Джон Александер | Едді Едвардс Дані Віссер      | 4–6, 6–7                  |